# Andrena afghana
Andrena afghana är en biart som beskrevs av Warncke 1974. Andrena afghana ingår i släktet sandbin, och familjen grävbin. Inga underarter finns listade i Catalogue of Life.